# Arara zelený
Arara zelený (Rhynchopsitta pachyrhyncha) je druh středně velkého papouška z čeledi papouškovitých. Je endemitem Mexika. V současnosti je arara zelený ohroženým druhem.

## Popis

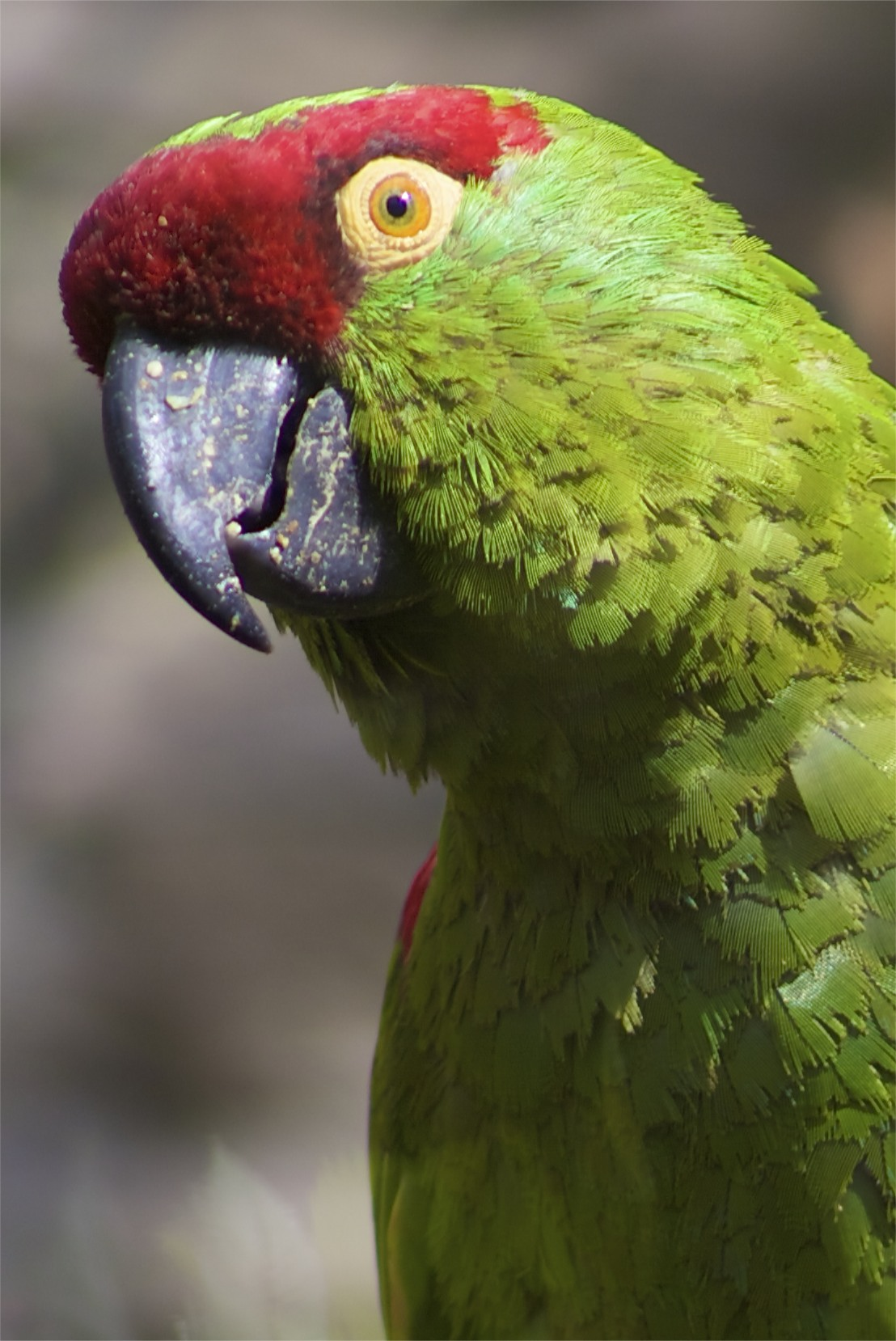
Arara zelený zblízka

Arara zelený dosahuje výšky 38 cm a hmotnosti 315 – 370 g. Je zbarven převážně zeleně, přičemž čelo, pruh nad okem a horní část křídel jsou zbarveny červeně. Na spodní straně křídel je žlutý pruh, dolní část křídel je zbarvena černě. Kolem oka je výrazný žlutý oční kroužek, oční duhovka je rovněž žlutá. Zobák je černý, běháky šedé až černé.

## Rozšíření
Arara zelený se vyskytuje na západě Mexika, v jehličnatých, borových, vzrostlých borovo-dubových a jedlových lesích ve výšce 1 200–3 600 m n. m. Jeho výskyt je vázán na pohoří Sierra Madre Occidental. Původně arara zelený žil i na území dnešního USA, konkrétně ve státech Arizona a Nové Mexiko.